# أحد نوفمبر يانكي
في أحد نوفمبر يانكي هي مسرحية كُتبت من قبل الكاتب الأمريكي جوش رافيتش. تم عرضها لأول مرة في مسرح باسادينا كعمل ورشة عمل مع روبرت فورستر ولوريتا سويت كجزء من سلسلة هوت هاوس قبل الافتتاح في مركز نوهو للفنون في عام 2012.  تألقت المسرحية بفائزين بجائزة إيمي، والمسلسل التلفزيوني هوت ليبس هوليهان من M * A * S * H *، لوريتا سويت، وهاري هاملين من لوس أنجلوس لو.   تم تصميم المجموعة بواسطة دانا موران ويليامز.  أختيرت حقوق الفيلم من قبل إنتاج بام ويليامز كفيلم روائي طويل لـرافيتش لتكييفه وتوجيهه. 
عرضت المسرحية على اللساحل الشرقي في أكتوبر 2019 في شركة مسرح ديلاوير في ويلمنجتون، بطولة هاري هاملين الذي يعيد دوره من الإنتاج الأول وهارت إلى ستيفاني باورز من هارت. وانتقلت المسرحية إلى مسرح الشارع 59e59 خارج برودواي في ديسمبر 2019.
الغرور المسرحي واللافت للنظر في وسط المسرحية هي طائرة بيبر شبل ذات محرك واحد كامل الحجم التي تحطمت في مركز الصدارة. إنه عمل فني مبني على أساس تحطم طائرة حقيقية حيث اختفى أخ وأخت في جبال نيو هامبشاير ولم يتم العثور عليهما مطلقًا. المشهد الثاني يتصاعد منه دخان من المحرك، وتظهر الأشجار حيث كانت جدران المتحف البيضاء ذات يوم ، ونرى ما حدث بالفعل عندما سقطت الطائرة في الأصل. وهكذا، تتحرك المسرحية بطرق لا يمكنك التنبؤ بها بنهاية مفاجئة للغاية وغير متوقعة.